# Хуангпу (река)
Хуанпу (класични кинески: 黄浦江; пинјин: huángpŭ jiāng; дословно "река жуте банке", романизовани кинески: Вампу) је кинеска река која протиче кроз Шангај. раније позната и као Хуанг Ксие Пу, а данас као „матична река Шангаја“ је кинеска река која протиче кроз Шангај делећи га на Пуки и Пудонг.
На обе обале ове реке смештене су важне знаменитости Шангаја као што су нпр. светски познати финансијски центри Бунд и Лујиазуи. 
Хуангпу која је широка у просеку 400 метара, последња је значајна (вештачка) десна притока која се улива у Јангце на мање од 50 км пре него што се он улије у Источно кинеско море. Не смрзава се током целе године, и важан је пловни пут у области Шангаја.
Направљена је по наређењу лорда Џуншена током периода Зараћених држава.
Хуанпу је била главни извор водоснабдевања (није за пиће) за град Шангај и његових 17 милиона становника у 2006. години. 

## Географија
Хуангпу је највећа река у централном Шангају, са главним притоком Сиџо. Дугачка је 114 км, широка у 300-700 м (у просеку 400 м) и дубок 9 метара. Административно дели град Шангај на две регије: Пуки („западно од Хуангпуа“), традиционални центар града, и Пудонг („града источно од Хуангпуа“).
Почиње од језера Дианџан у Дианфенгу, граду Џујиајиао, округу Кингпу, Шангај, и улива се у реку Јангце у месту Вусонгкоу, као последња је притока реке Јангце пре него што се улије у море.
Њене главне притоке су уз море, а река Хуангпу се користи и за наводњавање локалног земљишта.
Дубина воде реке Хуангпу је око 10 метара, а најдубља тачка је око 17 метара. Некада је то био главни пловни пут шангајске бродске индустрије и има чувени мол Џилиупу. У данашње време његов бродски статус постепено замењују морске луке са дубоким водама, али дубина канала од луке Јуџао (северозападно од Фенгкиан-а ) до Вусонгкоу-а и даље остаје изнад 8,2 метра. Бродом од 3.000 тона може се проћи мост Сонгпу током целе године, и Бродови од 5.000 тона могу директно доћи до Минханг -а, морски брод од 10.000 тона може доћи до Вујинг-а, а морски брод од 50.000 тона може проћи мост Ксупу.
- Хидрографија Шангаја
- Мапа Шангаја (центра и источног дела) са Ђангсу (северно) и Џеђанг (јужно) приказује развијене области око Шангаја, Нанкинг (тамон зелено), и Хангџоу у зеленом. Провинцијске границе су обојене љубичасто, а потпровинцијске сиво.
- Сателитски снимак у природним бојама приказује урбану област Шангаја из 2005, заједно са његовим главним острвима (са северозапада до југоистока) Џуонгминг, Чангсин, Хенгша, и Ђудуанша окружују Пудонг.

## Клима
Поморска локација града условљава благу климу коју карактеришу минимална сезонска отступања. Просечна годишња температура је око 16 °C); јулски максимум је у просеку око 27 °C, а просечни јануарски минимум је око 3 °C). 
Годишње падне око 1.140 мм падавина, са највише кише у јуну, а најмање у децембру.
| Клима Шангај (нормале 1991–2010, екстреми 1951–садашњост) | Клима Шангај (нормале 1991–2010, екстреми 1951–садашњост) | Клима Шангај (нормале 1991–2010, екстреми 1951–садашњост) | Клима Шангај (нормале 1991–2010, екстреми 1951–садашњост) | Клима Шангај (нормале 1991–2010, екстреми 1951–садашњост) | Клима Шангај (нормале 1991–2010, екстреми 1951–садашњост) | Клима Шангај (нормале 1991–2010, екстреми 1951–садашњост) | Клима Шангај (нормале 1991–2010, екстреми 1951–садашњост) | Клима Шангај (нормале 1991–2010, екстреми 1951–садашњост) | Клима Шангај (нормале 1991–2010, екстреми 1951–садашњост) | Клима Шангај (нормале 1991–2010, екстреми 1951–садашњост) | Клима Шангај (нормале 1991–2010, екстреми 1951–садашњост) | Клима Шангај (нормале 1991–2010, екстреми 1951–садашњост) | Клима Шангај (нормале 1991–2010, екстреми 1951–садашњост) |
| Показатељ \ Месец                                         | .Јан.                                                     | .Феб.                                                     | .Мар.                                                     | .Апр.                                                     | .Мај.                                                     | .Јун.                                                     | .Јул.                                                     | .Авг.                                                     | .Сеп.                                                     | .Окт.                                                     | .Нов.                                                     | .Дец.                                                     | .Год.                                                     |
| --------------------------------------------------------- | --------------------------------------------------------- | --------------------------------------------------------- | --------------------------------------------------------- | --------------------------------------------------------- | --------------------------------------------------------- | --------------------------------------------------------- | --------------------------------------------------------- | --------------------------------------------------------- | --------------------------------------------------------- | --------------------------------------------------------- | --------------------------------------------------------- | --------------------------------------------------------- | --------------------------------------------------------- |
| Апсолутни максимум, °C (°F)                               | 22,1 (71,8)                                               | 27,0 (80,6)                                               | 29,6 (85,3)                                               | 34,3 (93,7)                                               | 35,5 (95,9)                                               | 37,5 (99,5)                                               | 39,2 (102,6)                                              | 39,9 (103,8)                                              | 38,2 (100,8)                                              | 34,0 (93,2)                                               | 28,7 (83,7)                                               | 23,4 (74,1)                                               | 39,9 (103,8)                                              |
| Максимум, °C (°F)                                         | 8,1 (46,6)                                                | 10,1 (50,2)                                               | 13,8 (56,8)                                               | 19,5 (67,1)                                               | 24,8 (76,6)                                               | 27,8 (82)                                                 | 32,2 (90)                                                 | 31,5 (88,7)                                               | 27,9 (82,2)                                               | 22,9 (73,2)                                               | 17,3 (63,1)                                               | 11,1 (52)                                                 | 20,58 (69,04)                                             |
| Просек, °C (°F)                                           | 4,8 (40,6)                                                | 6,6 (43,9)                                                | 10,0 (50)                                                 | 15,3 (59,5)                                               | 20,7 (69,3)                                               | 24,4 (75,9)                                               | 28,6 (83,5)                                               | 28,3 (82,9)                                               | 24,9 (76,8)                                               | 19,7 (67,5)                                               | 13,7 (56,7)                                               | 7,6 (45,7)                                                | 17,05 (62,69)                                             |
| Минимум, °C (°F)                                          | 2,1 (35,8)                                                | 3,7 (38,7)                                                | 6,9 (44,4)                                                | 11,9 (53,4)                                               | 17,3 (63,1)                                               | 21,7 (71,1)                                               | 25,8 (78,4)                                               | 25,8 (78,4)                                               | 22,4 (72,3)                                               | 16,8 (62,2)                                               | 10,6 (51,1)                                               | 4,7 (40,5)                                                | 14,14 (57,45)                                             |
| Апсолутни минимум, °C (°F)                                | −10,1 (13,8)                                              | −7,9 (17,8)                                               | −5,4 (22,3)                                               | −0,5 (31,1)                                               | 6,9 (44,4)                                                | 12,3 (54,1)                                               | 16,3 (61,3)                                               | 18,8 (65,8)                                               | 10,8 (51,4)                                               | 1,7 (35,1)                                                | −4,2 (24,4)                                               | −8,5 (16,7)                                               | −10,1 (13,8)                                              |
| Количина падавина, mm (in)                                | 74,4 (2,929)                                              | 59,1 (2,327)                                              | 93,8 (3,693)                                              | 74,2 (2,921)                                              | 84,5 (3,327)                                              | 181,8 (7,157)                                             | 145,7 (5,736)                                             | 213,7 (8,413)                                             | 87,1 (3,429)                                              | 55,6 (2,189)                                              | 52,3 (2,059)                                              | 43,9 (1,728)                                              | 1.166,1 (45,909)                                          |
| Дани са падавинама (≥ 0.1 mm)                             | 9,9                                                       | 9,2                                                       | 12,4                                                      | 11,2                                                      | 10,4                                                      | 12,7                                                      | 11,4                                                      | 12,3                                                      | 9,1                                                       | 6,9                                                       | 7,6                                                       | 7,7                                                       | 120,8                                                     |
| Релативна влажност, %                                     | 74                                                        | 73                                                        | 73                                                        | 72                                                        | 72                                                        | 79                                                        | 77                                                        | 78                                                        | 75                                                        | 72                                                        | 72                                                        | 71                                                        | 74                                                        |
| Сунчани сати — месечни просек                             | 114,3                                                     | 119,9                                                     | 128,5                                                     | 148,5                                                     | 169,8                                                     | 130,9                                                     | 190,8                                                     | 185,7                                                     | 167,5                                                     | 161,4                                                     | 131,1                                                     | 127,4                                                     | 1.775,8                                                   |
| Извор: Кинеска метереолошка администрација                |                                                           |                                                           |                                                           |                                                           |                                                           |                                                           |                                                           |                                                           |                                                           |                                                           |                                                           |                                                           |                                                           |

## Речни саобраћај
Отварање Шангаја за инострано пословање одмах је довело до оснивања главних европских банака и вишенаменских комерцијалних кућа. Изгледи за град као водеће средиште спољне трговине додатно су побољшани када је Кантон (данашњи Гуангџоу ), супарничка лука у југоисточној приморској провинцији Гуангдонг, одсечен од свог залеђа побуном Таипинг (1850–64). Потакнути овом потенцијалном претњом за непрекидно ширење њихових комерцијалних операција у Кини, Британци су стекли права пловидбе на reci Јангце 1857. Као природни излаз за огромно залеђе доњег Јангцеа, Шангај је брзо растао и постао водећа кинеска лука и до 1860. године чинио је око 25% укупне бродске тонаже која је улазила и одлазила из земље.
- Речни саобраћај

Када је Шангај постао један од главних кинеских транспортних центара, са морском и речном луком, река Хуангпу је добила на значају, јер је служика као одлична лука за време осеке када морска пловила могу пловити реком до самог града.
Почетком 1950-их лука је била подељена на низ специјализованих одељења. Пудонг, на источној обали Хуангпуа и у округу Хуангпу, користи се за складиштење расуте робе и за одржавање и поправку бродова за транспорт. Пуки, у округу Нансхи на западној обали, и острво Фукинг налазишта су пристаништа за генерални терет.
Дуж Хуангпуа изграђени су следећи океански терминали Зхангхуабангу, Јунгонг Лу, Гонгкинг, Лонгву и Зхујиамен. Више терминала изграђених на јужној обали Јангцеа, укључујући оне на Баосхан, Луојинг и Ваигаокиао, знатно су повећали капацитет промета градске луке. Дубокоморска лука у близини обале у заливу Хангзхоу започела је са радом 2005. године.
Веома коришћене везе на унутрашњим пловним путевима, одвија се преко река Сузхоу и Вусонг, и широка мрежа канала одржава се са Сузхоуом, Вукием и Иангзхоуом у провинцији Јиангсу и са Хангзхоуом у провинцији Зхејианг.

## Екологија
Град Шангај је 1996. проглашен за један од еколошки најугроженијих градова на свету, на шта је утицало и велико загађење реке Хуангпу индустријским и комуналним отпадом  градском канализацијом и бродским отпадом (без обзира на то што је, Хуангпу главни извор водоснабдевања у Шангају).
Заштита животне средине и урбана чистоћа побољшани су у првим деценијама 21. века операцијама рециклаже индустријског и чврстог отпада које води општинска корпорација. Рециклира се више од 1.000 различитих материјала, укључујући пластику, хемијска влакна и остатке, машинске компоненте, уље и масти, крпе, људску коса и животињске кости, отпадних вода из градских колектора и индустријских постројења.